# アンピロキシカム
アンピロキシカム（Ampiroxicam）は、オキシカム系の非ステロイド性抗炎症薬の1種である。商品名フルカム。

## 開発経緯
アンピロキシカムはピロキシカムの副作用軽減のために、ピロキシカムをプロドラッグ化したものである。ピロキシカムをヒトに経口投与すると、胃内でシクロオキシゲナーゼを強力に阻害するため、いわゆるNSAID潰瘍を引き起こしやすいことが問題であった。そこで、胃内では不活性なプロドラッグのままで通過して、腸において体内へと吸収された後で活性を持ったピロキシカムへと変換されるように化学修飾することが考えられた。そのための基礎実験は1985年に開始された。その後、日本では1987年に臨床試験が始まり、1993年に承認された。

## 体内でのピロキシカムへの変換

（参考）ピロキシカムの極限構造式。右上のアンピロキシカムの極限構造式と比較されたい。

アンピロキシカムをヒトに経口投与した場合、胃内をほとんどがアンピロキシカムのままで通過し、小腸で体内に吸収される際にエステラーゼで加水分解されて、アンピロキシカム1分子当たり、エタノール、二酸化炭素、アセトアルデヒドを1分子ずつ遊離し、活性本体であるピロキシカムに変換される:14。症例数は5例ながら、成人の服用1回当たりの標準的な投与量である27 mgを、小腸管腔側に投与した場合、門脈血中、および、末梢血中のどちらからもアンピロキシカムは検出されず、エステラーゼで加水分解された後のピロキシカムのみが検出されたことから、この加水分解は小腸壁で完全に行われるものと考えられている:24。これ以降の薬物動態は、遊離されたごく微量のエタノールやアセトアルデヒドを除くと、基本的にピロキシカムと同じである。

## 効能・効果・副作用
日本において認められている効能・効果、禁忌、慎重投与、重大な副作用などは全てピロキシカムカプセルと同一である。